# Coraline (boek)
Coraline (in het Nederlands verschenen onder dezelfde titel) is een horror/fantasyboek van Neil Gaiman uit 2002. Het is gericht op de wat oudere jeugd. Dave McKean zorgde zoals meestal in Gaimans werk voor de omslag en enkele illustraties in het boek. Coraline won de Hugo Award 2003 in de categorie beste novelle, de Nebula Award in eenzelfde categorie en de Bram Stoker Award in 2002 voor het beste werk voor jonge lezers.
In 2009 ging de stop-motionfilm Coraline en de geheime deur in première in de bioscoop, gebaseerd op het boek.

## Verhaal
Coraline gaat over het meisje Coraline dat net met haar ouders is verhuisd. Hun nieuwe flat heeft veertien deuren, maar er gaan er maar dertien van open. Volgens haar moeder zit achter de veertiende een blinde muur.
Wanneer Coraline op een dag bemerkt dat de deur niet meer op slot is, vindt ze geen muur, maar een doorgang naar een soort vreemde kopie van de woning van haar ouders. Het lijkt er een luilekkerland voor Coraline. Op haar speelgoed thuis is ze uitgekeken en haar ouders hebben nooit tijd voor haar. Hier liggen precies de goede spulletjes en is er een soort bleke versie van haar eigen moeder die zich haar 'andere moeder' noemt. Deze is uiterst vriendelijk tegen haar, maar blijkt haar daar te willen houden. Het meisje ontsnapt, maar ontdekt weer in haar echte thuis dat haar ouders verdwenen zijn. Ze zijn 'gestolen', naar de andere wereld. Coraline moet terug, wil ze haar ouders ooit nog terugzien. Weer in de andere wereld, doet haar 'andere moeder' de deur terug echter op slot, terwijl 'de andere kant' stukje bij beetje in het niets verdwijnt.